# كارل فون غيغا
كارل فون غيغا (بالألمانية: Karl Ritter von Ghega) هو مهندس نمساوي من طبقة النبلاء عاش في القرن التاسع عشر في الفترة بين سنتي 1802 إلى 1860.
كان كارل فون غيغا هو من وضع تصميم سكة حديد سيمرنغ في النمسا؛ إذ كان حينها من أشهر المهندسين المعماريين العاملين في خطوط سكك الحديد النمساوية.